# Мјанмар на Светском првенству у атлетици на отвореном 2023.
Мјанмар је учествовао на 19. Светском првенству у атлетици на отвореном 2023. одржаном у Будимпешти од 19. до 27. августа шеснаести пут. Репрезентацију Мјанмара представљао је 1 такмичар који се такмичио у трци на 800 метара.,
На овом првенству такмичар Мјанмар није освојио ниједну медаљу али је оборио лични рекорд.

## Учесници
Мушкарци:
- Хеин Хтет Аунг — 800 м

## Резултати

### Мушкарци
| Атлетичар      | Дисциплина | Лични рекорд | Квалификације | Квалификације | Полуфинале           | Полуфинале           | Финале               | Финале       | Детаљи |
| Атлетичар      | Дисциплина | Лични рекорд | Резултат      | Место         | Резултат             | Место                | Резултат             | Место        | Детаљи |
| -------------- | ---------- | ------------ | ------------- | ------------- | -------------------- | -------------------- | -------------------- | ------------ | ------ |
| Хеин Хтет Аунг | 800 м      | 1:54,84      | 1:53,63 ЛР    | 8. у гр. 1    | Није се квалификовао | Није се квалификовао | Није се квалификовао | 56 / 60 (61) |        |